# Rudolf Goldschmidt
Rudolf Goldschmidt (* 19. März 1876 in Neubukow; † 30. Oktober 1950 in London) war ein deutscher Elektroingenieur, Erfinder und Hochschullehrer.

## Leben
Rudolf Goldschmidt wurde im März 1876 als Sohn des Kaufmanns Emil Goldschmidt und dessen Ehefrau Anna Wolff in der Mecklenburgischen Kleinstadt Neubukow geboren. Nach der Schule begann er zunächst eine kaufmännische Ausbildung. Seinen Neigungen folgend, begann er ein Studium der Elektrotechnik an der TH Charlottenburg und wechselte bald an die TH Darmstadt zu Erasmus Kittler an der Fakultät für Elektrotechnik. Bereits während des Studiums arbeitete Goldschmidt an praktischen Nutzungsmöglichkeiten der Elektrotechnik. Sein erstes Patent stammt aus dem Jahr 1897. Er schloss 1898 sein Studium an der TH Darmstadt mit Auszeichnung ab.
Im folgenden Jahrzehnt arbeitete er in England u. a. bei Westinghouse. Anschließend kehrte er nach Deutschland zurück und arbeitete bei der AEG in Berlin. 1907 wurde er an der TH Darmstadt zum Dr. Ing. promoviert. Es folgte eine Zeit als Privatdozent in Darmstadt. Im März 1911 erhielt Goldschmidt den Titel eines Professors an der TH Darmstadt. Kurze Zeit später zog er mit seiner Familie nach Berlin.
Während der folgenden Jahre entwickelte er den nach ihm benannten Goldschmidt-Alternator, im deutschen auch als Goldschmidtscher Hochfrequenz-Telegraph bezeichnet, eine optimierte Bauform eines Maschinensenders, welcher unter anderem beim Überseesender Eilvese zum Einsatz kam. Die Sendeanlage wurde zur drahtlosen Kommunikation zwischen Deutschland und den Vereinigten Staaten von Amerika genutzt, wobei die Verbindung 1914 mit einem zeremoniellen Austausch von Telegrammen zwischen Kaiser Wilhelm II. und Woodrow Wilson eingeweiht wurde.
Er gehörte der Kolonial-Technischen Kommission des Deutschen Reichs an, einer Unterabteilung des für die Erschließung und Ausbeutung der Kolonien zuständigen Kolonialwirtschaftlichen Komitees. Dort hielt er Anfang 1911 einen Vortrag zu den Problemen drahtloser Telegrafie zwischen dem Reich und Afrika. Die Probleme schienen ihm damals unüberwindbar. Zwar hätten Experimente Entfernungen von 6000 km (wie zwischen Deutschland und Kamerun) überbrücken können, jedoch seien diese Verbindungen völlig instabil. Er trat aber auch pseudowissenschaftlichen Einwänden entgegen:

„In neuerer Zeit sind nun, wie gerade aus der letzten Nummer der Elektrotechnischen Zeitschrift hervorgeht, Vermutungen dahin ausgesprochen, daß überhaupt nicht nach Afrika telegraphiert werden kann, weil über dem Mittelländischen Meere eine Art Scheidewand lagere, die Afrika von Europa elektrisch trenne, daß als die elektrischen Wellen, wenn sie an das Mittelländische Meer kämen, elektrisch aufgesaugt würden. Man hat aber tatsächlich schon über diesen Gürtel hinüber telegraphiert, und ich glaube nicht, daß dort große Schwierigkeiten entstehen werden, wenn nur eben die Kräfte, die man verwendet, groß genug sind.“

Von 1911 bis 1921 leitete er die Firma Hochfrequenz-Maschinen AG für drahtlose Telegraphie (HOMAG) in Berlin. In den 1920er Jahren arbeitete Goldschmidt als selbständiger Entwickler und war auf Aufträge aus der Industrie angewiesen. In Berlin traf er unter anderem Albert Einstein, mit dem er 1928 eine Hörhilfe entwickelte, die 1934 auf beider Namen patentiert wurde. Zusammen mit der Bergmann-Electricitäts-Werke AG in Berlin entwickelte er den „Bergo-Elektro-Meiselhammer“, der ab 1925 produziert wurde.
Nach der Machtübernahme der Nationalsozialisten erhielt er als Jude keine Aufträge mehr. Nach dem Tod seiner Frau im Herbst 1933 bereitete er die Flucht nach England vor. Im Frühjahr 1934 emigrierte Goldschmidt mit seinen Söhnen Ernst, Hellmut und Hans-Rudolf Goldschmidt nach England, von wo aus er seine Korrespondenz mit Einstein bis zu seinem Tode aufrechterhielt.
Rudolf Goldschmidt lehrte auch als Professor an der Technischen Hochschule Berlin. Sein Assistent dort war Emil Mayer, der spätere (ab 1931) Generaldirektor der Firma Telefunken.
Mit dem von ihm entwickelten Tonrad, einer frühen Bauart eines heute als Überlagerungsempfänger bekannten Empfängerprinzips, gelang erstmals die Wiedergabe von modulierten ungedämpften Schwingungen, die in der Praxis aber mit zu großen Störungen noch keine Anwendung fand.
Goldschmidt, der sich 1949 in Birmingham niederließ und dessen Wohnhaus im Zweiten Weltkrieg durch eine deutsche Bombe zerstört wurde, starb im Alter von 74 Jahren an einer Krebserkrankung. Er wurde auf dem jüdischen Friedhof begraben. Goldschmidt war seit 1905 mit der Journalistin Hella Gimpel (1883–1933), Schwester Bruno Gimpels, verheiratet. Aus der Ehe gingen vier Kinder hervor.